# Mago procax
Mago procax är en spindelart som beskrevs av Simon 1900. Mago procax ingår i släktet Mago och familjen hoppspindlar. Inga underarter finns listade i Catalogue of Life.